# 베스트 키드 (2010년 영화)
《베스트 키드》(영어: The Karate Kid)는 미국, 중국, 홍콩에서 제작된 하랄트 즈바르트 감독의 2010년 무예 드라마 영화이다. 제이든 스미스, 청룽, 터라지 P. 헨슨 등이 출연하였고, 제리 와인트라우브, 윌 스미스, 제이다 핑킷 스미스 등이 제작에 참여하였다. 1984년 영화 《베스트 키드》 리메이크로, 배경을 미국에서 중국으로 이동하고 무예 종류 역시 일본 무술 가라테에서 중국 무술 쿵후로 변경하였으나 영어 제목은 원작 그대로 《더 가라테 키드》를 유지하였고 전체 인물 설정과 이야기 구조도 대체로 원작을 따라간다.
제이든 스미스는 이 영화를 통해 2011년 제32회 젊은 예술가상에서 영화 부문 남우주연상을 수상하였다.
이 영화에서 한 선생 역으로 나온 청룽과 원작 영화 《베스트 키드》(1984), 속편 《베스트 키드 2》(1986), 텔레비전 시리즈 《코브라 카이》(2018-25) 등 베스트 키드 프랜차이즈에서 중심 인물 대니얼 러루소 역을 연기해온 랠프 마치오가 2025년 개봉 예정인 《Karate Kid: Legends》에서 각자 동일한 역을 맡아 함께 출연한다.

## 줄거리
아빠가 돌아가신 후 홀로 자신을 키우는 엄마 셰리가 이직하면서 12살 드레이는 디트로이트에서 베이징시 아파트로 이주한다.
드레이는 또래 바이올린 연주자 메이잉에게 관심을 보이고 메이잉도 이에 화답한다. 메이잉네와 가족끼리 알고 지내는 15살 쿵후 영재 청은 이를 못마땅하게 여기고 드레이를 괴롭히기 시작한다.
자금성으로 학교 소풍을 갔을 때 드레이가 반격을 시도하자 청 무리가 다같이 달려든다. 이 집단 폭행 현장에 아파트 수리공 한 선생이 나타나 모두를 물리친다.
한 선생은 드레이를 데리고 청이 다니는 쿵후 도장에 평화를 청하러 간다. 적에게 무자비하라고 가르치는 리 사부가 이를 무시하고 수련생들과 겨루도록 부추기자 한 선생은 곧 개막하는 쿵후 대회에서 정식 대결하자고 제안한다.
드레이는 쿵후 수련을 통해 평정을 찾는 법을 배우며 성숙해져간다. 한 선생과 우당산 도교 절을 찾은 드레이는 어느 여성이 코브라 움직임을 반영한 무술 동작을 수행하는 모습을 유심히 관찰한다.
어느 날 드레이는 한 선생이 술에 취해 우울해하며 차를 부수는 모습을 포착한다. 몇 년 전 한 선생은 그 차를 운전하다가 제동력을 상실하였고, 아내 장과 열 살짜리 아들 공공이 죽고 말았다. 이후 한 선생은 매년 사고가 났던 날 차를 부수고 남은 일 년 내내 차를 고치는 일을 반복하고 있었다. 드레이는 한 선생이 겪는 심적외상을 이해하고 위로한다.
대회 날 드레이는 상대 선수들을 모두 이기며 준결승전에 진출한다. 리 사부는 수련생 량에게 드레이를 부상 입히라고 명령한다. 마지못해 이를 따른 량은 실격 당하고, 드레이는 한 선생에게 임시 부항 치료를 받고 대회를 속행해 결승전에서 청을 만난다. 코브라 자세를 재현한 드레이는 대회에서 우승하고, 청 무리는 한 선생을 새 사부로 모신다.

## 출연진
- 제이든 스미스 - 드레이 파커 역
- 청룽 - 한 선생(韩先生) 역
- 터라지 P. 헨슨 - 셰리 파커 역
- 한원원 - 메이잉(美莹) 역
- 위룽광 - 리 사부(李师傅) 역
- 이자오 - 좡(壮) 역
- 해리 밴고컴 - 음악 교사 역

## 기타 제작진
- 공동 제작: 솔런 소
- 배역: 포핑 오영
- 미술: 프랑수아 세갱